# JAZZ AUDITORIA in WATERRAS
JAZZ AUDITORIA in WATERRAS（ジャズ オーディトリア イン ワテラス）は、東京御茶ノ水の「ワテラス」にて例年4月末に開催される音楽祭である。

## 概要
ユネスコが2012年から、毎年4月30日を“国際ジャズ・デー”（UNESCO INTERNATIONAL JAZZ DAY）として制定し、ジャズを通じて世界の様々な文化に対する理解を深める活動を開始したことに賛同し、日本における取り組みとして2013年に開始した入場無料の音楽祭である。
外務省、文科省、東京都などの後援の下、ブルーノートジャパンが企画制作を担い、国内外の有名アーティストが集うことで知られる。開始以来、東京御茶ノ水「ワテラス」特設ステージを中心に、付近数ヵ所をステージにして開催されてきたが、コロナ禍の影響により2020年～2022年はオンラインを中心とした「JAZZ AUDITORIA ONLINE」として形を変えて実施している。

## 主な出演者

### 国内アーティスト
- ブルーノート東京オールスタージャズオーケストラ（エリック・ミヤシロ、本田雅人、近藤和彦 他）
- 小曽根真
- 秋吉敏子
- 渡辺貞夫
- 山下洋輔
- 村上ポンタ秀一
- 日野皓正
- 渡辺香津美
- 寺井尚子
- Fried Pride
- 小沼ようすけ
- 神保彰
- 小野リサ
- 寺久保エレナ
- quasimode
- 福原美穂
- 大江千里
- JiLL-Decoy association
- Schroeder-Headz
- 大西順子
- 山中千尋
- 黒田卓也
- 矢野顕子
- 綾戸智恵
- BROAD6
- 奥田弦
- 小川慶太
- 松永貴志
- 木住野佳子
- 川口千里
- 本田雅人
- 類家心平
- 青柳誠
- 納浩一
- 大和田慧
- 泉川貴広
- 横山幸雄
- 沖野修也
- 松井守男
- 角野隼斗
- マンデイ満ちる
- 堀口ミイナ
- 井上銘
- 増崎孝司
- AKIHIDE
- 徳永暁人
- 岸田勇気
- 平原綾香
- ROTH BART BARON
- 須永辰緒
- 藤原さくら
- 海野雅威
- ichika
- TENDRE
- AAAMYYY
- モノンクル
- 映秀。
- Salyu
- エミ・マイヤー
- OKI
- Saigenji
- Tina
- 石若駿

※「BLUE NOTE TOKYO ALL☆STAR JAZZ ORCHESTRA directed by ERIC MIYASHIRO」と「明治大学BSSO」(BIG SOUNDS SOCIETY ORCHESTRA)は毎回レギュラー出演。

### 海外アーティスト
- ハービー・ハンコック
- チック・コリア
- ゴンサロ・ルバルカバ
- マーカス・ミラー
- ナイル・ロジャース
- リー・リトナー
- リチャード・ボナ
- デイヴィッド・マシューズ
- ネイザン・イースト
- ラウル・ミドン
- リチャード・ボナ
- カミラ・メサ
- チューチョ・バルデース
- arvin homa aya
- マリア・シュナイダー
- エリック・ベネイ
- マルコス・ヴァーリ
- ピーター・アースキン
- デイヴ・コーズ
- カーク・ウェイラム
- サラ・マッケンジー
- シャイ・マエストロ
- ニールス・ラン・ドーキー
- キャンディ・ダルファー
- イヴァン・リンス
- シルビア・ペレス・クルス
- カート・ローゼンウィンケル
- ジェシー・ハリス
- ラリー・カールトン
- ミシェル・カミロ
- ジョイス
- モンティ・アレキサンダー
- ボブ・ジェームス
- ブッゲ・ヴェッセルトフト
- サイモン・フィリップス
- マイク・スターン
- ジェフ・ローバー
- ジミー・ハスリップ
- イリアーヌ・イリアス
- スコット・キンゼイ
- Saku Yanagawa
- シルビア・ペレス・クルス